# Alice (язык программирования)
Alice — язык функционального программирования, разработанный в лаборатории Programming Systems Lab в Саарском университете. Это диалект языка Standard ML, дополненный ленивыми вычислениями, конкурентностью (многопоточностью и распределёнными вычислениями на основе вызова удалённых процедур) и программированием в ограничениях.
Реализация Alice Саарского университета использует виртуальную машину SEAM (Simple Extensible Abstract Mashine). Она является свободным программным обеспечением и использует компиляцию «на лету» как в байт-код, так и в родной код для архитектуры x86.
Ранние версии Alice работали в виртуальной машине Mozart/Oz, предоставляя возможность взаимодействия кода на Alice и на Oz.
Возможность вызова удалённых процедур в Alice зависит от виртуальной машины, потому что она использует непосредственную пересылку исполняемого кода с одного компьютера на другой.
Alice расширяет Standard ML рядом примитивов для экзотичной модели нестрогих вычислений, носящей название вызов-по-преднамеченности, с помощью которых легко реализуется параллелизм. Потоки могут быть созданы с помощью зарезервированного слова spawn.

## Пример
Рассмотрим нативный алгоритм для вычисления чисел Фибоначчи:
```
 
fun
 
fib
 
0
 
=
 
0

   
|
 
fib
 
1
 
=
 
1

   
|
 
fib
 
n
 
=
 
fib
(
n-
1
)
 
+
 
fib
(
n-
2
);

```

Для больших значений n вычисление fib n займёт много времени. Это вычисление может быть произведено в отдельном потоке с помощью:
```
 
val
 
x
 
=
 
spawn
(
fib
(
n
));

```

Теперь переменная x связана с так называемым будущим значением. Когда какой-либо операции потребуется непосредственное значение x, она будет заблокирована до тех пор, пока поток не завершит вычисления. Для лучшего использования параллелизма можно даже определить fib так:
```
 
fun
 
fib
 
0
 
=
 
0

   
|
 
fib
 
1
 
=
 
1

   
|
 
fib
 
n
 
=
 
spawn
 
fib
(
n-
1
)
 
+
 
fib
(
n-
2
);

```